# Трубчатая голотурия
Трубчатая голотурия (лат. Holothuria tubulosa) — вид морских огурцов рода Holothuria семейства Holothuriidae. 
Тело цилиндрической формы достигает в длину от 20 до 45 см, диаметром 6 см. Оно имеет уплощенное основание с тремя продольными рядами трубчатых ног. Кожистая оболочка грубая. Окраска тела коричневого цвета, поверхность покрыта многочисленными коническими колючками тёмного цвета.
Вид распространён в Средиземном море. Обитает на песчаном дне в регионах с умеренным климатом на глубине от 5,5 до 53 м, с температурой воды от 16,3 до 19,2 ° С и солёности от 37.5 до 38 ‰.
Питается детритом, водорослями и планктоном Голотурия использует свои трубчатые ноги для перемещения по поверхности или удержания на камнях.